# Mortes em março de 2018
Mortes em 2018: ← Janeiro – Fevereiro – Março – Abril – Maio – Junho – Julho – Agosto – Setembro – Outubro – Novembro – Dezembro →
Esta é uma relação de pessoas notáveis que morreram durante o mês de março de 2018, listando nome, nacionalidade, ocupação e ano de nascimento.

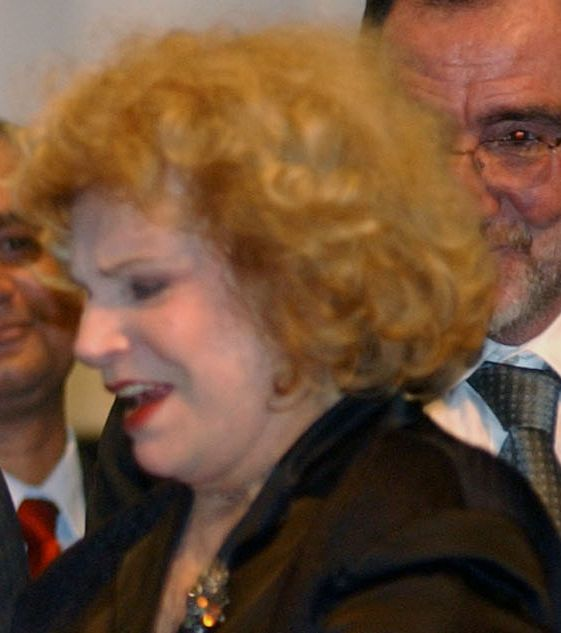
Tônia Carrero, atriz brasileira.

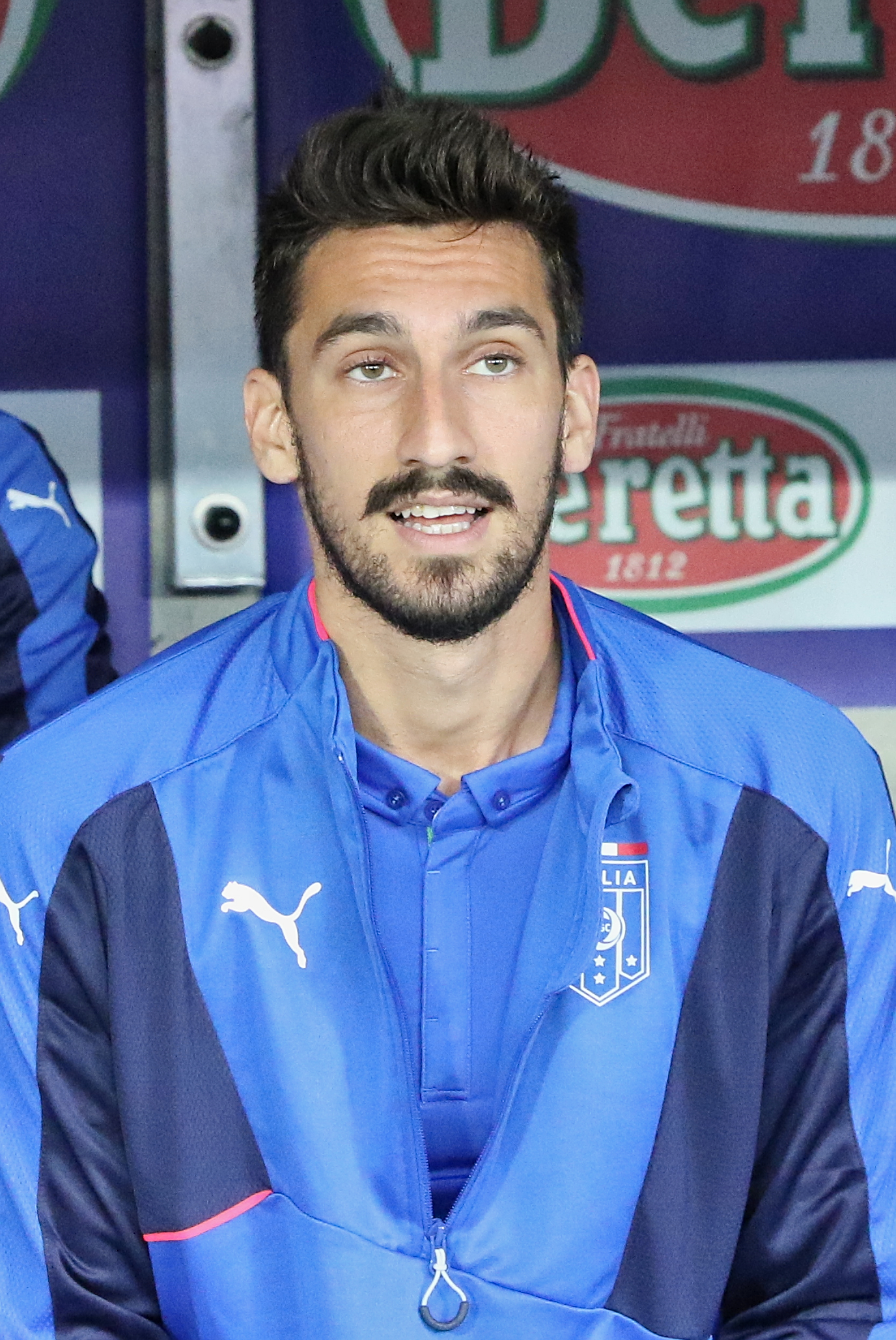
Davide Astori, futebolista italiano.

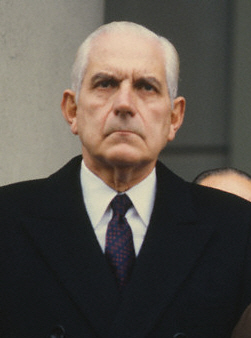
Reynaldo Bignone, militar e ex-presidente da Argentina.

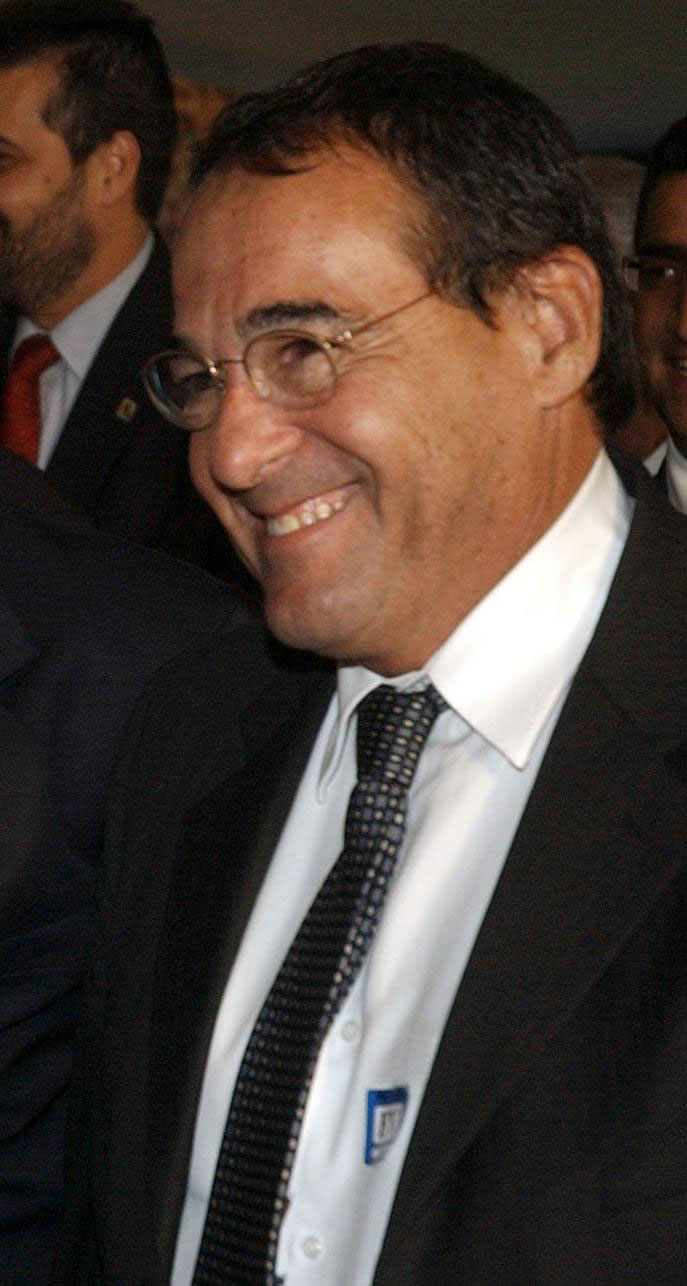
Bebeto de Freitas, dirigente esportivo brasileiro.

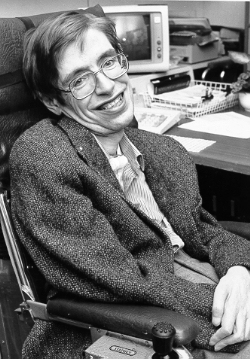
Stephen Hawking, físico teórico britânico.

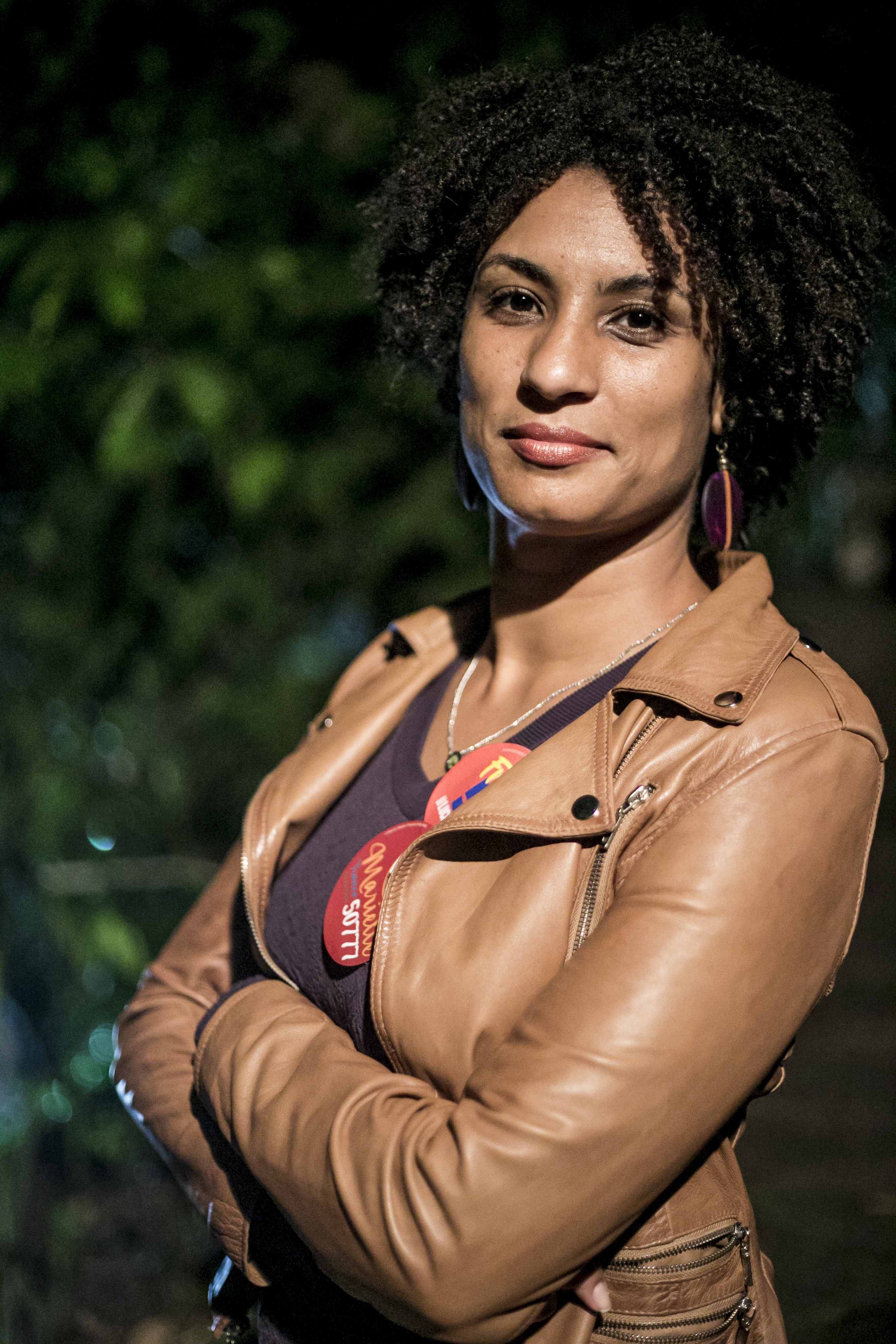
Marielle Franco, política brasileira.

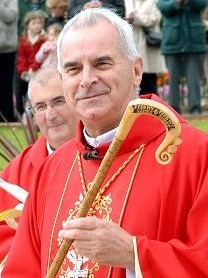
Keith Michael, cardeal britânico.

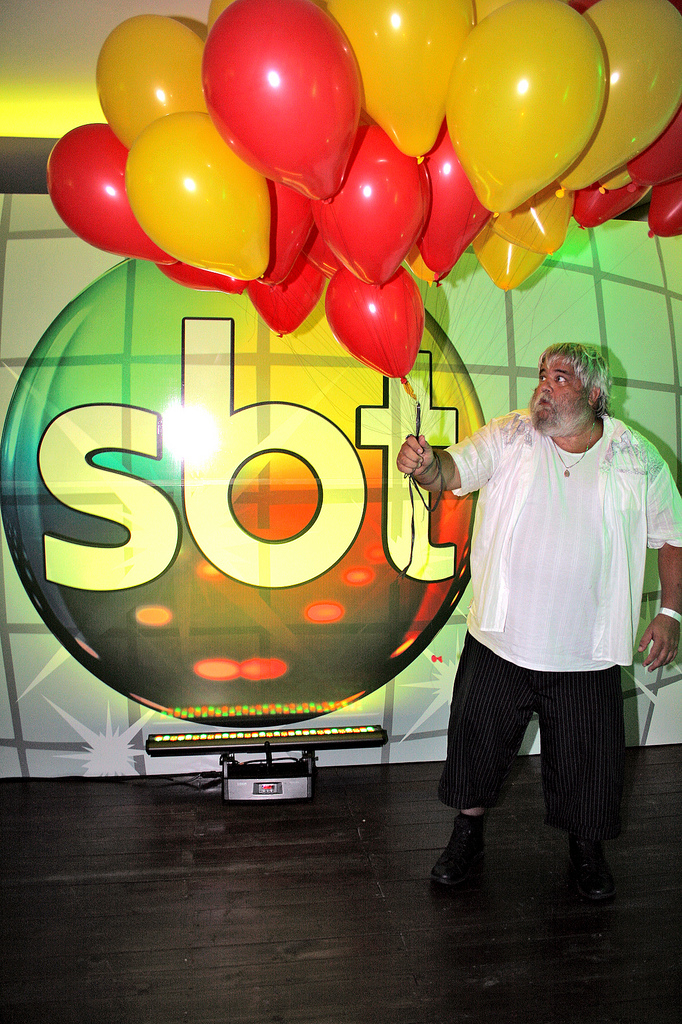
Miranda, produtor musical e jurado brasileiro.

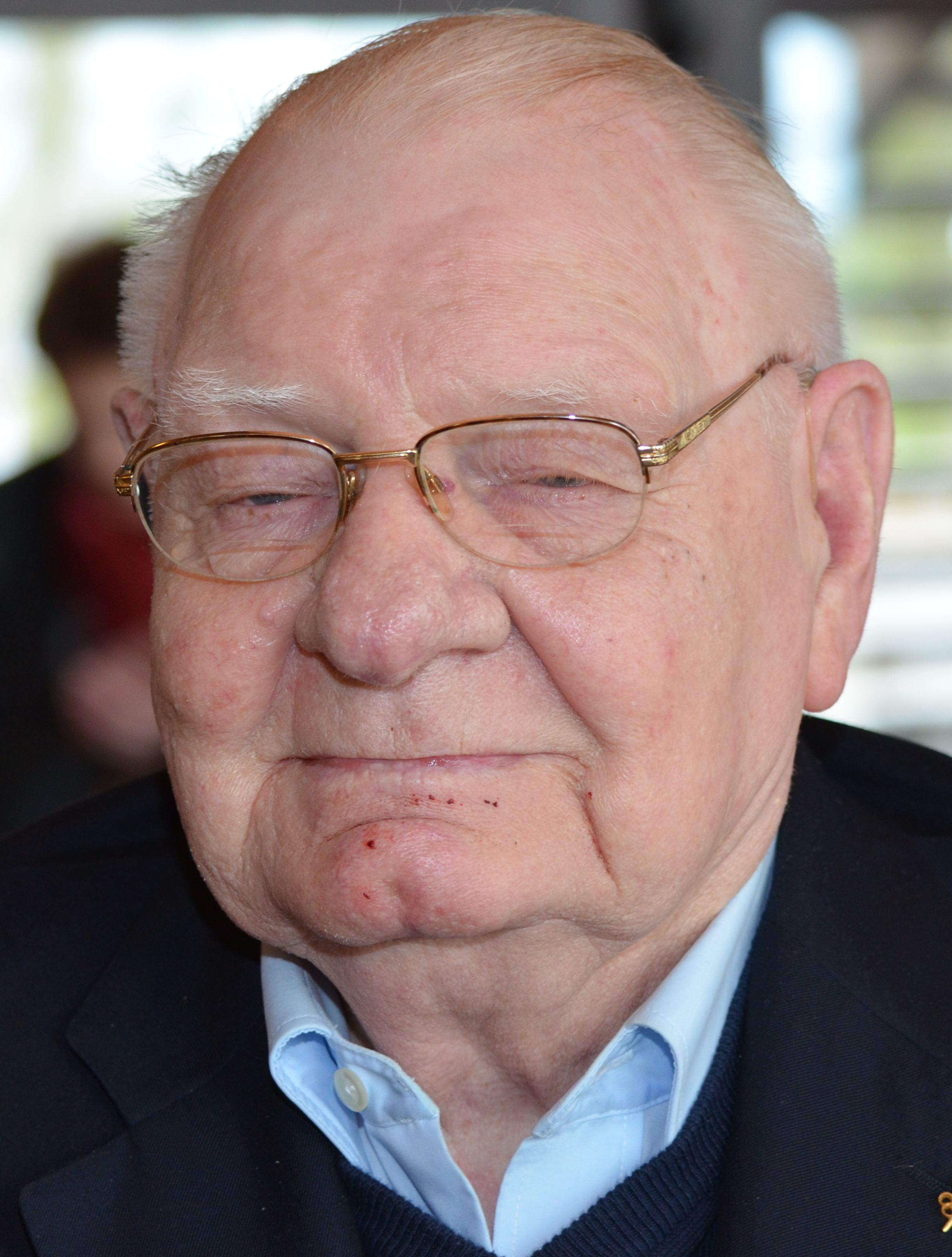
Eugène Van Roosbroeck, ciclista belga.

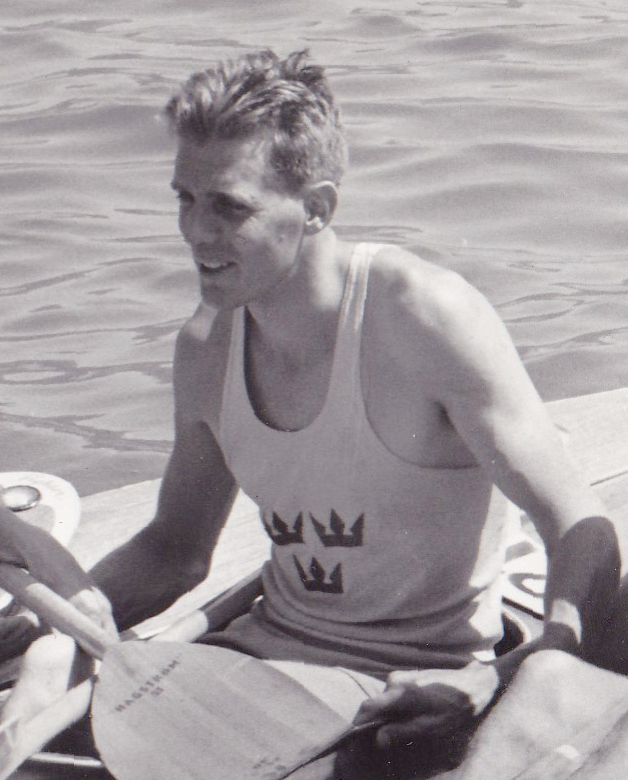
Sven-Olov Sjödelius, velocista sueco.

| Dia | Nome                            | Profissão ou motivo de reconhecimento                | Nacionalidade                  | Ano de nasc. | Ref         |
| --- | ------------------------------- | ---------------------------------------------------- | ------------------------------ | ------------ | ----------- |
| 1   | Artur Correia                   | Cineasta                                             | Portugal                       | 1932         | [ 1 ]       |
| 1   | María Rubio                     | Atriz                                                | México                         | 1934         | [ 2 ] [ 3 ] |
| 2   | Jesús López Cobos               | Maestro                                              | Espanha                        | 1940         | [ 4 ]       |
| 2   | Gillo Dorfles                   | Crítico de arte                                      | Itália                         | 1910         | [ 5 ]       |
| 2   | Orin C. Smith                   | Presidente da Starbucks Corporation                  | Estados Unidos                 | 1942         | [ 6 ]       |
| 3   | Ivone Ramos                     | Escritora                                            | Cabo Verde                     | 1926         | [ 7 ]       |
| 3   | Billy Herrington                | Ator pornográfico                                    | Estados Unidos                 | 1969         | [ 8 ]       |
| 3   | David Ogden Stiers              | Ator                                                 | Estados Unidos                 | 1942         | [ 9 ]       |
| 3   | Raul Randon                     | Empresário                                           | Brasil                         | 1929         | [ 10 ]      |
| 3   | Tônia Carrero                   | Atriz                                                | Brasil                         | 1922         | [ 11 ]      |
| 4   | Davide Astori                   | Futebolista                                          | Itália                         | 1987         | [ 12 ]      |
| 4   | José Triana                     | Escritor                                             | Cuba                           | 1931         | [ 13 ]      |
| 5   | Trevor Baylis                   | Inventor                                             | Reino Unido                    | 1937         | [ 14 ]      |
| 5   | Hayden White                    | Historiador                                          | Estados Unidos                 | 1928         | [ 15 ]      |
| 6   | Donna Butterworth               | Atriz                                                | Estados Unidos                 | 1956         | [ 16 ]      |
| 7   | Reynaldo Bignone                | Militar e ditador do seu país                        | Argentina                      | 1928         | [ 17 ]      |
| 7   | Agripino de Oliveira Lima Filho | Político                                             | Brasil                         | 1931         | [ 18 ]      |
| 7   | Jacques Clemens                 | Padre                                                | Países Baixos/ Bélgica         | 1909         | [ 19 ]      |
| 8   | Albin Vidović                   | Handebolista                                         | Croácia                        | 1943         | [ 20 ]      |
| 9   | Jerry Anderson                  | Golfista                                             | Canadá                         | 1955         | [ 21 ]      |
| 9   | Jung Jae-sung                   | Jogador de badminton                                 | Coreia do Sul                  | 1982         | [ 22 ]      |
| 9   | John Sulston                    | Biólogo                                              | Reino Unido                    | 1942         | [ 23 ]      |
| 9   | Oskar Gröning                   | Contabilista de Auschwitz                            | Alemanha                       | 1921         | [ 24 ]      |
| 10  | Michel Raynaud                  | Matemático                                           | França                         | 1938         | [ 25 ]      |
| 10  | Hubert de Givenchy              | Estilista                                            | França                         | 1927         | [ 26 ]      |
| 11  | Karl Lehmann                    | Cardeal                                              | Alemanha                       | 1936         | [ 27 ]      |
| 11  | Muhammad Ashiq                  | Ciclista                                             | Paquistão                      | 1935         | [ 28 ]      |
| 12  | Ken Flach                       | Tenista                                              | Estados Unidos                 | 1963         | [ 29 ]      |
| 12  | Craig Mack                      | Rapper                                               | Estados Unidos                 | 1970         | [ 30 ]      |
| 13  | Bebeto de Freitas               | Dirigente esportivo, jogador e treinador de voleibol | Brasil                         | 1950         | [ 31 ]      |
| 13  | Philip Davis                    | Matemático                                           | Estados Unidos                 | 1923         | [ 32 ]      |
| 14  | Stephen Hawking                 | Físico teórico, escritor e cosmólogo                 | Reino Unido                    | 1942         | [ 33 ]      |
| 14  | Rubén Galván                    | Futebolista                                          | Argentina                      | 1952         | [ 34 ]      |
| 14  | Marielle Franco                 | Política e ativista social                           | Brasil                         | 1979         | [ 35 ]      |
| 14  | Alfred W. Crosby                | Historiador                                          | Estados Unidos                 | 1931         | [ 36 ]      |
| 16  | Raymond Wilson                  | Físico                                               | Reino Unido                    | 1928         | [ 37 ]      |
| 16  | Adrian Lamo                     | Hacker                                               | Estados Unidos                 | 1981         | [ 38 ]      |
| 17  | Sammy Williams                  | Ator                                                 | Estados Unidos                 | 1948         | [ 39 ]      |
| 17  | Barkat Gourad Hamadou           | Político                                             | Djibuti                        | 1930         | [ 40 ]      |
| 19  | Keith Michael Patrick O'Brien   | Cardeal                                              | Reino Unido                    | 1938         | [ 41 ]      |
| 19  | Irwin Hoffman                   | Maestro                                              | Estados Unidos                 | 1924         | [ 42 ]      |
| 19  | Chaim Samuel Hönig              | Matemático                                           | Brasil                         | 1926         | [ 43 ]      |
| 19  | Moishe Postone                  | Teórico                                              | Canadá                         | 1942         | [ 44 ]      |
| 20  | João Calvão da Silva            | Professor e político                                 | Portugal                       | 1951         | [ 45 ]      |
| 20  | Katie Boyle                     | Atriz e apresentadora                                | Itália/ Reino Unido            | 1926         | [ 46 ]      |
| 20  | Cátia Pedrosa                   | Atriz, modelo e apresentadora                        | Brasil                         | 1963         | [ 47 ]      |
| 21  | William Smith                   | Lutador                                              | Estados Unidos                 | 1928         | [ 48 ]      |
| 21  | Luciano Pizzatto                | Político                                             | Brasil                         | 1957         | [ 49 ]      |
| 21  | António Andrade de Albuquerque  | Escritor                                             | Portugal                       | 1929         | [ 50 ]      |
| 22  | René Houseman                   | Futebolista                                          | Argentina                      | 1954         | [ 51 ]      |
| 22  | Miranda                         | Jornalista, produtor musical e jurado                | Brasil                         | 1962         | [ 52 ]      |
| 22  | Morgana King                    | Atriz e cantora                                      | Estados Unidos                 | 1930         | [ 53 ]      |
| 23  | DuShon Monique Brown            | Atriz                                                | Estados Unidos                 | 1968         | [ 54 ]      |
| 23  | Toninho Drummond                | Jornalista                                           | Brasil                         | 1936         | [ 55 ]      |
| 23  | Philip Kerr                     | Escritor                                             | Reino Unido                    | 1956         | [ 56 ]      |
| 24  | Lys Assia                       | Cantora                                              | Suíça                          | 1924         | [ 57 ]      |
| 24  | Marco Solfrini                  | Basquetebolista                                      | Itália                         | 1958         | [ 58 ]      |
| 24  | Ricardo Bonalume Neto           | Jornalista                                           | Brasil                         | 1960         | [ 59 ]      |
| 25  | Seo Min-woo                     | Cantor                                               | Coreia do Sul                  | 1985         | [ 60 ]      |
| 26  | Messias Holanda                 | Cantor                                               | Brasil                         | 1942         | [ 61 ]      |
| 26  | António dos Santos              | Bispo católico                                       | Portugal                       | 1932         | [ 62 ]      |
| 27  | Stéphane Audran                 | Atriz                                                | França                         | 1932         | [ 63 ]      |
| 27  | Victor Kalashnikov              | Designer de armamentos                               | Cazaquistão                    | 1942         | [ 64 ]      |
| 27  | David Humm                      | Jogador de futebol americano                         | Estados Unidos                 | 1952         | [ 65 ]      |
| 28  | Oleg Anofriyev                  | Diretor de cinema                                    | Rússia                         | 1930         | [ 66 ]      |
| 29  | Eugène Van Roosbroeck           | Ciclista                                             | Bélgica                        | 1928         | [ 67 ]      |
| 30  | André Bo-Boliko Lokonga         | Político                                             | República Democrática do Congo | 1934         | [ 68 ]      |
| 30  | Sabahudin Kurt                  | Cantor                                               | Bósnia e Herzegovina           | 1935         | [ 69 ]      |
| 30  | Sven-Olov Sjödelius             | Velocista                                            | Suécia                         | 1933         | [ 70 ]      |